# Jasna Djoković
Jasna Đoković (Znojmo, 29 de octubre de 1991) es una futbolista montenegrina. Juega de centrocampista en su actual equipo el SFK Sarajevo 2000 de la Liga Femenina de Fútbol de Bosnia-Herzegovina y selección nacional femenina de Montenegro.

## Palmarés
ŽFK Ekonomist
- Liga de Fútbol Femenino de Montenegro (2): 2012/13, 2013/14.

SFK Sarajevo 2000
- Liga Femenina de Fútbol de Bosnia-Herzegovina (6): 2014/15, 2015/16, 2016/17, 2017/18, 2018/19, 2019/20.
- Copa de Bosnia Femenina (5): 2014/15, 2015/16, 2016/17, 2017/18, 2018/19.